# Tolla
Tolla (korziško Todda) je naselje in občina v francoskem departmaju Corse-du-Sud regije - otoka Korzika. Leta 1999 je naselje imelo 98 prebivalcev.

## Geografija
Kraj leži na zahodni strani otoka Korzike nad istoimenskim jezerom, skozi katerega teče reka Prunelli, 32 km severovzhodno od središča Ajaccia.

## Uprava
Občina Tolla skupaj s sosednjimi občinami Bastelica, Cauro, Eccica-Suarella in Ocana sestavlja kanton Bastelica; slednji se nahaja v okrožju Ajaccio.